# Catuna reticulata
Catuna reticulata är en fjärilsart som beskrevs av Schultze 1920. Catuna reticulata ingår i släktet Catuna och familjen praktfjärilar. Inga underarter finns listade i Catalogue of Life.